# 女高怪談3：狐狸階梯
《女高怪談3：狐狸階梯》（韓語：여고괴담 3: 여우계단）是《女高怪談》系列的第三部作品，由宋智孝、朴韓星主演，亦是宋智孝的出道作品，該續集《女高怪谈4：声音》亦於2005年推出。

## 劇情簡介
某間女子高中學校通往宿舍的通道，有一條被魔法施咒的階梯，平常只有28階，如果在階梯前誠心許願，第29階會猛然出現，並將有意料之外的事情發生。2位學校芭蕾舞班的學生，整天形影不離，2人感情非常要好。可是因參加俄羅斯芭蕾學校選拔，讓2人之間產生了隔閡。於是……

## 演出
- 宋智孝 飾演 珍星
- 朴韓星 飾演 金秀喜
- 趙安 飾演 惠珠
- 文晶熙 飾演 舞蹈老師
- 郭智敏 飾演 舞蹈班學生

## 外部連結
- 女高怪談3：狐狸階梯（页面存档备份，存于）CINE21網站 
- 女高怪談3：狐狸階梯（页面存档备份，存于）劇本 （英文）
- 互联网电影数据库（IMDb）上《Whispering Corridors 3: Wishing Stairs》的资料（英文）
- 《女高怪談3：狐狸階梯》在HanCinema的页面（英文）
- 爛番茄上《女高怪談3：狐狸階梯》的資料（英文）
- 豆瓣电影上《女高怪談3：狐狸階梯》的資料 （简体中文）
- 时光网上《女高怪談3：狐狸階梯》的資料（简体中文）